# John Sinclair (scientifique)
 (mars 2017).
Si vous disposez d'ouvrages ou d'articles de référence ou si vous connaissez des sites web de qualité traitant du thème abordé ici, merci de compléter l'article en donnant les références utiles à sa vérifiabilité et en les liant à la section « Notes et références ».
Pour les articles homonymes, voir John Sinclair et Sinclair.
John Sinclair (10 mai 1754 - 21 décembre 1835) est un agronome et statisticien écossais.

## Biographie
Sinclair est né au château de Thurso. Il est le fils aîné de George Sinclair d'Ulbster. Après avoir étudié à Édimbourg, Glasgow et au Trinity College d'Oxford, il est admis au corps enseignant des avocats en Écosse, et appelé au barreau anglais, sans jamais y pratiquer.
En 1770, il hérite des propriétés de son père dans le Caithness. Il voyage ensuite en Europe avant de se marier et de s'installer à nouveau à Thurso.
En 1780 il devient représentant du Caithness au Parlement, et représente plus tard plusieurs collèges électoraux anglais ; sa carrière parlementaire se prolonge avec peu d'interruptions jusqu'en 1811.
Sinclair établit à Édimbourg une société pour l'amélioration des laines britanniques, et est le principal élément de la création du ministère de l'agriculture, de la pêche et de la nourriture dont il est le premier président. Sa réputation comme financier et économiste a été établie par la publication, en 1784, de son histoire Du revenu public de l'Empire britannique. Il écrit de nombreux pamphlets sur la réforme monétaire mais aussi sur les Highlands ou les explorations menées en Afrique.
Les services de Sinclair pour l'agriculture scientifique ne sont pas moins remarquables. Il dirige la compilation des Comptes statistiques de l'Écosse (21 vols., 1791-1799) qui sont élaborés à partir des études des différentes paroisses. Il est le fondateur et le premier président du Board of Agriculture qui joua un rôle de premier plan dans le développement des techniques agricoles en Angleterre au XIXe siècle. Il est notamment l'ami et l'élève d'Adam Smith dont l'œuvre a attiré son attention sur l'importance des questions agricoles.

## Publications
- L'Agriculture Pratique et Raisonnée. Paris, Madame Huzard, et Metz, L. Devilly, (Stenay, imprimerie de Templeux), 1825. La traduction fut réalisée par l'agronome lorrain Mathieu de Dombasle. Son ouvrage couvre en détail l'ensemble des aspects de l'agriculture, tant financiers que techniques.